# Nigoziero (stacja kolejowa)
Nigoziero (ros. Нигозеро, krl. Nigajärvi) – stacja kolejowa w miejscowości Kondopoga, w rejonie kondopożskim, w Karelii, w Rosji. Położona jest na linii Wołchow - Murmańsk.
Nazwa pochodzi od pobliskiego jeziora Nigoziero.